# Fritz Huf
Fritz Huf (14. August 1888 in Luzern – 14. Dezember 1970 in Gentilino) war ein Schweizer Bildhauer, Maler und Zeichner.

## Leben
Nach zwei Ausbildungen zum Bankkaufmann und Goldschmied belegte Huf von 1906 bis 1909 Abendkurse an der Kunstgewerbeschule Luzern. 1911 ging er mit seiner Freundin Sophie van Leer nach Frankfurt am Main (bis 1914). Es folgten Tätigkeiten in Berlin (1914–1918), in Genf (1919–1920), erneut in Berlin (1921–1924), dann in Frankreich (1924–1940), in Luzern (1940–1944), in Genf (1944–1952) und in Rom (1952–1956). Ab 1957 lebte er in Lugano.
1937 wurde in der Nazi-Aktion „Entartete Kunst“ nachweislich aus der Kunsthalle Hamburg seine Skulptur Max Liebermann (Bronze, Höhe 32 cm, 1923), die das Museum 1924 für 1200 Goldmark erworben hatte, beschlagnahmt. Sie konnte nach 1945 sichergestellt werden und wurde 1949 an die Nationalgalerie Berlin übergeben.
1916 war Huf im Stummfilm Der Yoghi von Paul Wegener als Gott Schiwa zu sehen.

## Auszeichnung
- 1968: Kunstpreis der Stadt Luzern